# Готфрид Бем
Готфрид Бем (Офенбах ам Мајн, 23. јануар 1920 — Келн, 9. јун 2021) био је немачки архитекта.

## Рад са оцем
Рођен је у породици архитекте у Офенбаху у Хесену. Његов отац, Доменик Бем је саградио неколико цркава у Немачкој. Готфрид је након дипломирања 1946. на Техничком универзитету у Минхену изучавао вајарство на оближњој академији. Од 1947. до очеве смрти 1955. радио је са својим оцем. Током тога периода радио је и под вођством Рудолфа Шварца у Келну. Током 1951. радио је шест месеци и у Њујорку. Током путовања у Америку срео је две највеће инспирације - Валтера Гропијуса и Лудвига Миса ван дер Ројеа.

## После очеве смрти 1955.
Касније, 1955, преузима очеву фирму. Бем је изградио много грађевина по Немачкој, укључујући цркве, музеје, уреде, куће апартмане. Сматрали су га и експресионистом и архитектом пост-Баухауса. Он себе дефинише као архитекту који спаја прошлост и будућност, између света идеја и физикалног света и између зграда и њихове околине.
Његови рани пројекти су углавном од бетона, а касније више користи челик и стакло. У многим његовим пројектима примећује се његова брига за урбано планирање. Добио је 1986. Прицкерову награду за архитектуру, која се сматра једним од најпрестижнијих светских признања за архитектуру.

## Галерија радова
- Хубертсова црква у Ахену, 1965.
- Библиотека омладинског центра, Келн, 1968.
- Главна зграда државног уреда за обраду података и статистику, Диселдорф,, 1972—75.
- Црква свете Ане, Хемерн, 1963.
- Мост за пешаке, Нојлисхајм, 1986—87.
- општинска већница Келн-Калк, 1992.